# WASP-12b
WASP-12b — екзопланета, що обертається навколо зорі WASP-12. Відкрита транзитним методом у рамках проєкту SuperWASP. Про її відкриття було оголошено 1 квітня 2008 р. Вона надзвичайно близька до материнської зорі (0,022 — 0,24 а.о., або 1/44 радіусу орбіти Землі навколо Сонця), її радіус становить 183 % від радіусу Юпітера, а її маса більша за масу останнього на 39 %. Планеті потрібно трохи більше ніж одна доба, щоб здійснити повний оберт по орбіті навколо зорі. Дана планета розташована настільки близько до материнської зорі, що припливні сили з боку останньої деформують тіло планети до форми яйця й стягують на зорю речовину з атмосфери планети зі швидкістю близько 10−7 MJ (це приблизно 189×1015 тонн) на рік. Так званий «припливний розігрів» та потужне опромінення з боку близької зорі поверхні планети забезпечують поверхневу температуру останньої на рівні близько 2500 K.

## Орбіта

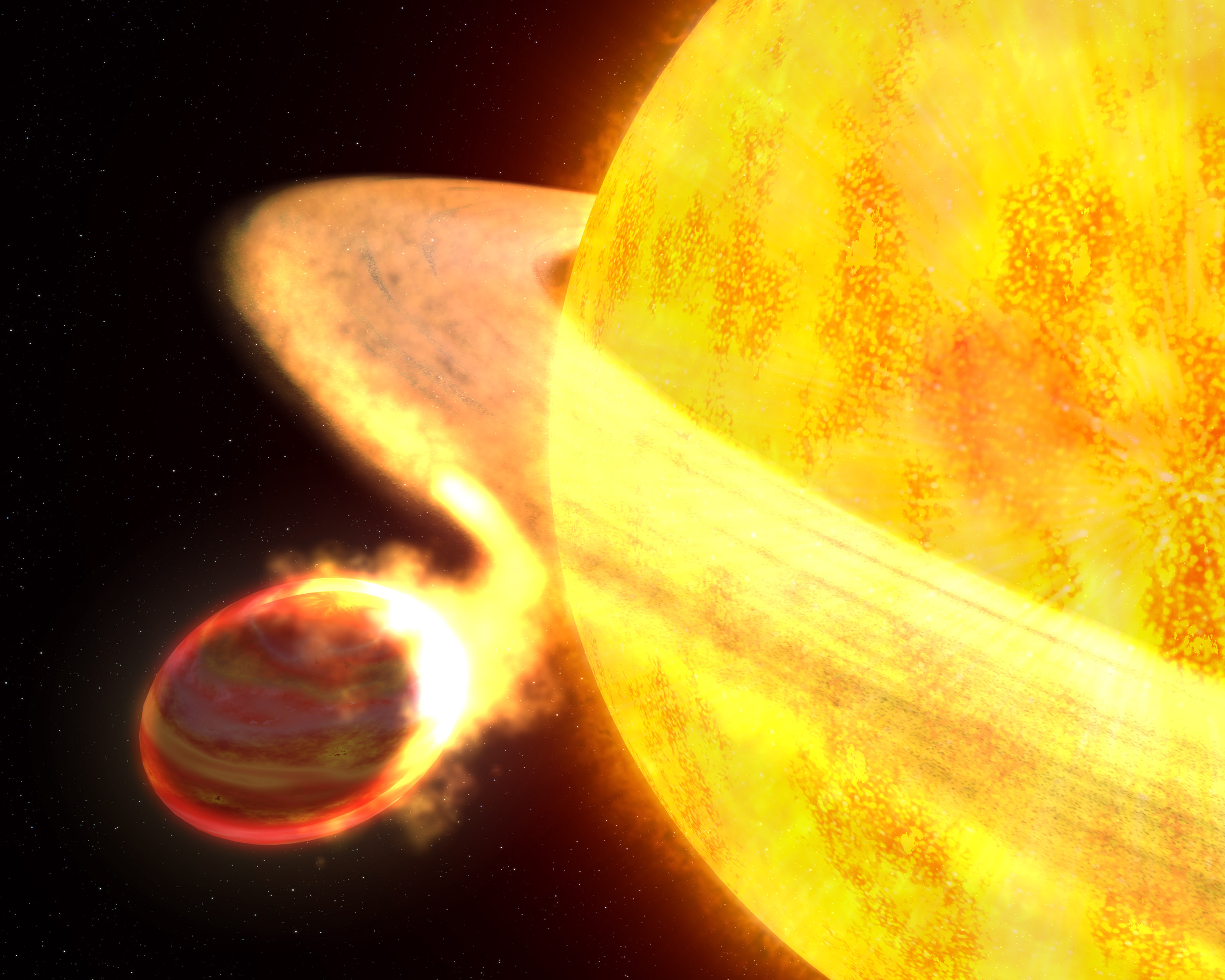
Мистецьке зображення поглинання планети of WASP-12b зорею WASP-12.

У 2012 році дослідження, яке використовувало ефект Россітера - Маклафліна, встановило, що орбіта планети WASP-12b сильно нахилена щодо екваторіальної площини її зорі на 59+15
−20. Це означає, що орбіта планети сильно відрізняється від орбіти більшості планет, що обертаються навколо зір, і має великий нахил.
Дослідження 2019 року показало, що час між двома транзитами планети, тобто між її проходом перед зорею, зменшився на 29 ± 2 мілісекунди кожного року з моменту відкриття планети у 2008 році. У 2020 році цей показник було оновлено до 32,53 ± 1,62 мілісекунди на рік, що дозволяє оцінити вік планети як 2,90 ± 0,14 мільйона років. Це дослідження також показало, що орбіта планети WASP-12b поступово руйнується через припливні сили між планетою і її зорею, WASP-12. З кожним роком орбітальний період планети стає коротшим, і вона поступово наближається до своєї зорі, поки зрештою не стане її частиною. Цей процес руйнування відбувається набагато швидше, ніж у планети WASP-19b, для якої дані не показують подібного ефекту. У 2022 році швидкість руйнування орбіти була уточнена до 29,81 ± 0,94 мілісекунди на рік, що дає оцінку віку планети як 3,16 ± 0,10 мільйона років.

## Вміст вуглецю
У 2010 році було опубліковано дослідження, яке вказує на те, що планета WASP-12b має підвищене співвідношення вуглецю до кисню (C/O), яке значно вище за те, що має Сонце. Це вказує на те, що планета багата вуглецем. Співвідношення C/O для цієї планети становить близько 1, в той час, як для Сонця це значення — 0,54. Такий високий рівень вуглецю може свідчити про те, що в зоряній системі могли формуватися планети, багаті на вуглець. Один із дослідників цього дослідження зауважив, що «якщо вуглецю на планеті більше, ніж кисню, це може призвести до утворення каменів з чистого вуглецю, таких як алмаз або графіт».
У публікації також зазначено: «Хоча вуглецеві гігантські планети, подібні до WASP-12b, ще не були виявлені, теорія передбачає існування планет з переважно вуглецевим складом. Наприклад, планети розміру Землі, багаті на вуглець, можуть мати графітні або алмазні ядра замість силікатного складу Землі». Ці зауваження привернули велику увагу засобів масової інформації, деякі з яких навіть називали WASP-12b «діамантовою планетою».
Вміст вуглецю на планеті переважно зосереджений в її атмосфері у вигляді оксиду вуглецю та метану. Це дослідження було опубліковане в журналі Nature.

## Супутник

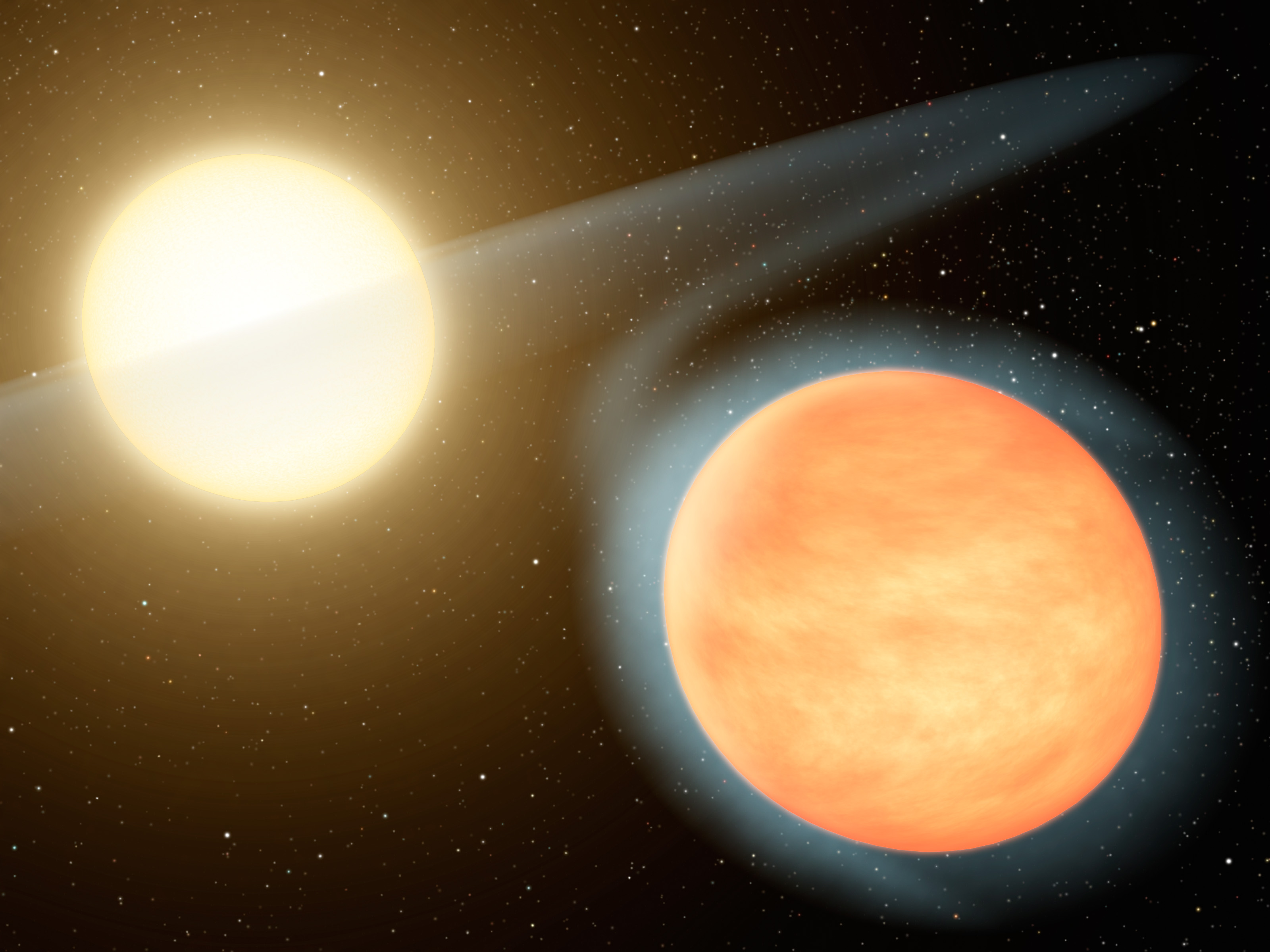
Гаряча, багата на вуглець планета WASP-12b та її зоря-господар. (Колір екзопланети був невідомий на момент створення цієї роботи)

WASP-12 b 1 — гіпотетичний природний супутник екзопланети WASP-12b, розташований на відстані 870 світлових років (270 парсек) від Сонця. Припущення про існування супутника ґрунтується на деталях кривої блиску зорі, що спостерігається під час проходження планети через її диск: іноді цей блиск трохи підвищується (амплітуда 0,0015m), що може бути наслідком заходу супутника за диск планети (або проходження перед диском). Інші можливі пояснення — це проходження планети через зоряні плями або зміна площі її видимого диска через її неідеальну форму та обертання. Однак обидва ці варіанти дослідники визнали малоймовірними: площа видимого диска планети під час проходження не може змінюватися, оскільки вона дуже близька до зорі (0,023 а. о.) і, відповідно, повинна перебувати в приливному захопленні, а плями не могли б забезпечити спостережувану сталість амплітуди, профілю та тривалості підвищень блиску.
За амплітудою підвищення блиску можна розрахувати, яку частину площі диска зорі покриває супутник. Ці дані вказують на його гігантські розміри: третину розміру планети, 6,4 розміру Землі або 0,57 розміру Юпітера. Пошуки періодичності в моментах підвищення блиску дали можливі значення періоду в 0,09 та 0,084 земних доби.